# Fédération ouvrière régionale péruvienne
La Fédération Ouvrière Régionale du Pérou (Federación Obrera Regional del Perú, FORP) était une fédération de syndicats, d'associations de métier et de sociétés de résistance de tendance anarchiste et anarcho-syndicaliste fondée en 1912 au Pérou. Elle s'est notamment distinguée dans la lutte victorieuse pour l'obtention de la journée de travail de huit heures. Elle est active de 1912 à 1918, sous le nom de Fédération Ouvrière Régionale du Pérou, puis comme la Fédération ouvrière locale de Lima, et enfin comme la Fédération Ouvrière Régionale Péruvienne (FORP) après 1919.

## Les premières organisations ouvrières
À la fin du XIXe siècle, sont fondés les premiers syndicats au Pérou, avec pour certains des influences anarchistes marquées. Cependant, l'anarchisme est demeuré sans structures spécifiques, dispersé et désorganisé, jusqu'au premières années du XXe siècle. En 1904, Manuel Caracciolo Lévano, Delfín Lévano, Fidel García Gacitúa et Urmachea, tous militants anarchistes, fondent l'Union des Travailleurs Boulangers (Unión de Trabajadores Panaderos), et promeuvent la première grève syndicale du Pérou. Le 1 mai 1905, ils ont célébré pour la première fois une cérémonie en hommage aux Martyrs de Chicago.
En 1907, les anarchistes ont encouragé la grève de dockers du port d'El Callao, où la répression a pris fin avec la mort de Florencio Aliaga, premier martyr du mouvement ouvrier péruvien.
En 1911, La Protesta (« la Protestation ») commence à paraître, il s'agit du journal qui stimulera et qui fera la promotion de l'organisation syndicale de style anarchiste, en prônant le modèle de la florissante FORA. La centrale syndicale argentine mandate au Pérou José Spagnoli et Antonio Gustinelli, deux militants italiens, pour aider à l'organisation d'une fédération anarchiste. Ce style de syndicalisme aura une forte influence dans le secteur textile, où, en 1911, ils organisent une grève générale du secteur.

## Fondation
En 1912, la Fédération Ouvrière Régionale du Pérou (Federación Obrera Regional del Perú) est fondée à Lima. Elle entame aussitôt une campagne pour la journée de travail de huit heures. La Fédération était composée de la Société de résistance des ouvriers galleteros et annexes, la Fédération d'Électriciennes, la Fédération des Ouvriers Boulangers "Étoile du Pérou" (Federación de Obreros Panaderos "Estrella del Perú"), l'Unification Textile de Vitarte, l'Unification Prolétaire de Sainte Catalina, et d'autres corporations anarchistes. Aussi, la Fédération recevait le soutien de groupes spécifiquement anarchistes comme "Lumière et Amour" (Luz y Amor) et "Lutteurs pour la Vérité" (Luchadores por la Verdad) et de diverses publications libertaires.
En novembre 1912, au Théâtre Municipal d'El Callao et à l'Union locale des travailleurs journaliers ont commencé les premières réunions, se terminant par une assemblée générale. Y participait également la « Confédération des artisans Union Universelle » (Confederación de Artesanos Unión Universal), d'opinions réformistes et opposée aux mesures d'action directe, avec laquelle les anarchistes entreront en conflit. Le 15 décembre, la deuxième assemblée s'est tenue et la décision de réaliser une campagne pour la journée de 8 heures a été décrétée. Le 28 décembre, lors de la troisième assemblée, a été arrêté le cahier des revendications .

## La lutte pour les 8 heures
Le 5 janvier 1913, l'Union générale des travailleurs journaliers a exigé la journée de travail de 8 heures, une augmentation salariale, la couverture médicale en cas d'accidents de travail, et d'autres revendications, elle donne un délai de 24 heures, avant d'entamer une grève générale à durée indéterminée. Au septième jour, après avoir rejeté la proposition patronale, la grève est déclenchée. À Callao, la grève a provoqué un arrêt total, en touchant les compagnies de gaz, les meuneries, les typographes, les boulangers et divers autres corps de métier.
Le 9 janvier, Manu a exhorté les ouvriers à lever le grève et a envoyé la troupe pour rétablir l'ordre ; les ouvriers ont rejeté son appel et ont continué leur mouvement. La compagnie des docks a dû céder face à la mobilisation ouvrière et a accédé aux revendications avec une augmentation salariale de 10%. Cet exemple a été suivi par d'autres syndicats, qui ont entamé des campagnes pour la journée de travail de 8 heures sur tout le territoire du Pérou. Le 12 janvier, la FORP et le journal La Protesta ont organisé à Callao un meeting pour fêter l'obtention de leurs revendications et pour continuer la lutte ; après de prononcer le mot soulignés militants, la foule a parcouru les rues de la ville en fêtant le triomphe ouvrier .
La lutte pour la journée de travail de 8 heures s'est étendu à d'autres régions du pays, en déclenchant une importante vague de grèves. Des conflits ont éclaté à Talara, Lagunitas, Loritos et Negritos. La FORP a aussi mené une grève contre l'entreprise Fox Duncan et Cie, pour la réintégration de 60 ouvriers licenciés, qui s'est terminée par une victoire syndicale : l'entreprise a fini par faire marche arrière sur les licenciements.
La mise en œuvre de la journée de travail de 8 heures dans tout le pays n'est achevé qu'en 1919, la FORP est resté la force ouvrière avec principal rôle principal dans cette conquête. Même si en décembre 1918, d'après les historiens, la FORP a été dissoute et remplacée par la Fédération ouvrière locale de Lima (Federación Obrera Local de Lima, FOLL) .

## Le Comité Pro-Baisse du prix
La Première Guerre mondiale a généré d'immenses bénéfices au profit du patronat péruvien grâce à l'exportation de matières premières, mais elle a en même temps provoqué une augmentation des prix locaux en raison de la spéculation sur les produits de premières nécessités. Les maigres salaires n'augmentaient pas, ce qui a entrainé, en avril 1919, les syndicats anarchistes à laisser une campagne pour la baisse du prix des biens essentiels en créant le Comité pro-baisse du prix des moyens de subsistances (Comité Pro-Abaratamiento de las Subsistencias).
Le 13 avril, a été publié un manifeste dans lequel était exigé la baisse du prix de la nourriture et des articles de première nécessité, du transport et des loyers, mais le gouvernement a refusé de les écouter. Le 1er mai, les syndicalistes du Comité ont déclenché la grève générale, et, le 4 mai, une grande manifestation à Lima, qui a été violemment réprimée. À El Callao, qui a connu un arrêt total de l'activité, de sérieux affrontements entre l'armée et les ouvriers ont eu lieu émaillés de pillages, entraînant un grand nombre de morts. Le 26 avril, dans le local de la Société Fils du Soleil (Sociedad Hijos del Sol), la police a arrêté les dirigeants ouvriers anarchistes Nicolas Gutarra et Carlos Barba. En réaction à ces arrestations, le Comité décrète une grève pour le 27 mai. Adalberto Fonkén assume le Secrétariat mais est arrêté rapidement. À Chosica, il y a également eu deux morts et de nombreux blessés.
Le gouvernement a alors imposé la loi martial, et a organisé des descentes dans les domiciles privées, chez les anarchistes et syndicalistes locaux ; il a créé une nouvelle force anti-émeute, dénommée Garde Urbaine (Guardia Urbana), en raison des réticences de certaines troupes à réprimer les ouvriers. Mais le mouvement populaire n'a pas reculé. Le 4 juillet, Manu José Pardo y Barreda a été déposé par un coup d'état, lors du soulèvement militaire du commandant de l'armée, le colonel Álvarez, et du candidat aux élections Augusto Leguía. Le Comité pro-Baisse du prix des moyens de subsistances a profité du renversement de Pardo pour demander la libération des ouvriers emprisonnés. Le 12 juillet, les détenus ont été libérés accueillis par des manifestations populaires de joie.

Le 22 juillet, une nouvelle centrale syndicale a été créée par de Comité Pro-Baisse du prix : la Fédération Ouvrière Régionale Péruvienne (Federación Obrera Regional Peruana, FORP), de tendance anarcho-syndicaliste, dans la continuité de la Fédération précédente. Dans sa Déclaration de Principes, la Fédération ouvrière régionale du Pérou envisageait que les capitalistes accaparaient les bénéfices, monopolisaient le marché et réduisaient les salaires, qu'il y avait un manque absolu de moralité et de justice dans la société, et que cette injustice sociale obligeait les travailleurs à chercher les moyens d'atteindre un meilleur état social de liberté intégrale et d'égalité économique. La Fédération déclare:
« Qu'elle est internationale, qu'elle accueille en son sein tous les travailleurs sans distinction de race, de sexe, de religion ou de nationalité ; elle commémore le 1er mai comme un jour de haute protestation du prolétariat international et elle affirme que "l'émancipation des travailleurs est l'œuvre des travailleurs eux-mêmes." »

## Répression et déclin
Le gouvernement de Augusto Leguía a cherché à moderniser le modèle capitaliste péruvien, pour cela il a encouragé la médiation dans les conflits ouvriers. Cette mesure a été rejetée par principe par les anarchistes, qui ont alors commencé à perdre de leur influence au profit des syndicalistes réformistes et des socialistes, qui préféraient une "politique ouvrière" menée par l'État à l'action directe des anarchistes. 
Les membres d'une seconde Fédération ouvrière locale de Lima (FOLL) adhérèrent à l'aprisme et au marxisme, et rompirent finalement de façon tacite avec les syndicats et les groupes libertaires en 1925, en ne les invitant pas à la célébration du 1er mai. De toute façon, la FORP s'est dissoute dans les faits au peu de temps après sa tentative de relance, et les efforts pour la redynamiser n'ont pas porté leurs fruits.
Les syndicats anarchistes n'ont pas limité leurs actions au monde urbain, mais ils ont également participé aux mouvement ruraux, et spécialement chez les ouvriers de l'industrie sucrière. En 1923, les anarcho-syndicalistes ont ainsi tenté de former une Fédération régionale des ouvriers Indiens (Federación Regional de Obreros Indios, FROI), qui est rapidement et vigoureusement réprimée par le gouvernement.
Pendant le décennie 1920, la répression du gouvernement du président Augusto Leguía a été en s'accroissant. Urmaechea, le directeur du journal El Proletariado (« Le Prolétariat ») et d'autres militants ont été contraints à l'exil. Après le renversement du gouvernement Leguía, a été fondée la Confédération Générale des Travailleurs du Pérou (Confederación General de Trabajadores del Perú, CGTP) composée de militants apristes et marxistes, au sein de laquelle les anarcho-syndicalistes n'ont eu presque aucune influence, marquant leur perte de vitesse dans le mouvement ouvrier péruvien.